# Балтрум
Балтрум (њем. Baltrum) општина је у њемачкој савезној држави Доња Саксонија. Једно је од 24 општинска средишта округа Аурих. Према процјени из 2010. у општини је живјело 496 становника. Посједује регионалну шифру (AGS) 3452002.

## Географски и демографски подаци
Балтрум се налази у савезној држави Доња Саксонија у округу Аурих. Општина се налази на надморској висини од 5 метара. Површина општине износи 6,5 km². У самом мјесту је, према процјени из 2010. године, живјело 496 становника. Просјечна густина становништва износи 76 становника/km².